# Sepolcro degli Scipioni
Il sepolcro degli Scipioni è un monumento funerario di età romana che si trova a Roma, lungo la via Appia antica, poco distante dalla Porta San Sebastiano. Su alcuni sarcofagi ivi contenuti sono stati rinvenuti i cosiddetti Scipionum elogia.

## Storia

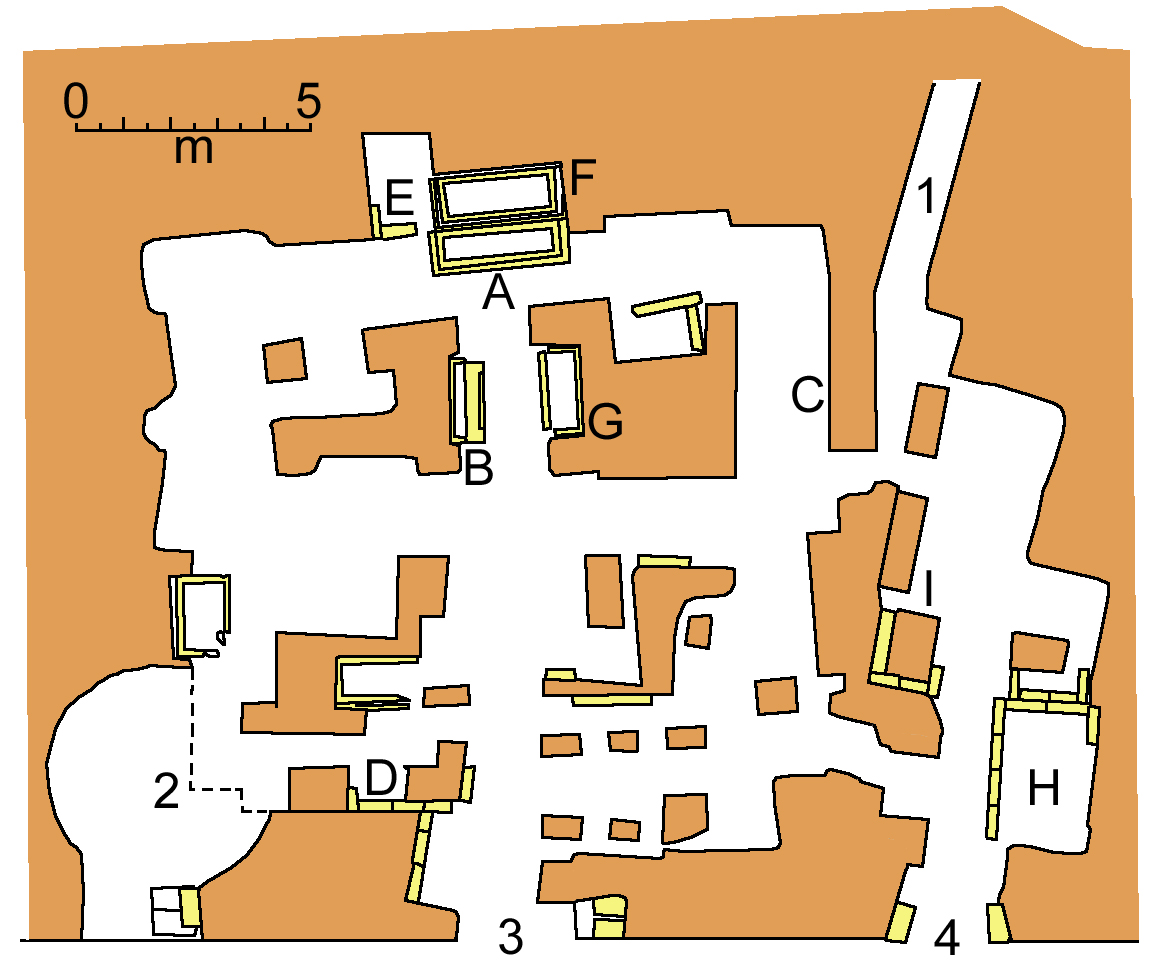
Pianta del sepolcro degli Scipioni. 1 è il vecchio ingresso, 2 la calcara medievale, 3 l'ingresso principale, 4 l'ingresso laterale alla nuova ala; le lettere da A a I sono i sarcofagi con iscrizioni (vedi apposita sezione)

La fondazione del sepolcro si può far risalire con certezza all'inizio del III secolo a.C. ad opera di Lucio Cornelio Scipione Barbato, console nel 298 a.C., il cui sarcofago, l'unico rimasto intatto, occupava il posto d'onore ed è ora ai Musei Vaticani unitamente agli originali delle iscrizioni. Grazie a numerose testimonianze antiche, in particolare di Cicerone, sappiamo che fu in uso fino all'inizio del I secolo a.C. e il corpo principale era praticamente completo entro la prima metà del II secolo a.C. Si sa anche che custodiva i resti di un estraneo alla famiglia: il poeta Quinto Ennio, di cui Cicerone ci dice esistesse anche una statua di marmo. Per quanto riguarda l'esponente più noto della famiglia, Scipione l'Africano, già gli antichi erano in dubbio se fosse stato sepolto qui oppure nella villa di Liternum, dal momento che in entrambe si trovava un suo monumento funebre con statua.
Le iscrizioni sui sarcofagi (solo su sette esemplari) permettono di datare l'uso dell'ipogeo fino al 150 a.C. circa, quando la struttura era completa e venne affiancata da un'altra stanza, di forma sempre quadrangolare ma non in asse con la prima, dove furono sepolti pochi altri membri della famiglia, non oltre comunque il II secolo a.C. Risale a quell'epoca la creazione di una solenne facciata "rupestre". La decorazione viene attribuita all'iniziativa di Scipione l'Emiliano, ed è un fondamentale esempio di ellenizzazione della cultura romana nel corso del II secolo a.C. A quell'epoca il sepolcro divenne una sorta di museo familiare, che perpetuava e diffondeva le imprese dei suoi componenti. L'ultimo utilizzo conosciuto del sepolcro si ebbe in epoca claudio-neroniana, quando vi furono inumati la figlia e il nipote di Cornelio Lentulo Getulico, determinata dai motivi ideologici legati alla discendenza dagli Scipioni. 
Inglobato in parte in una abitazione del III secolo d. C., in epoca moderna - benché l'ubicazione approssimativa fosse comunque nota grazie alle fonti - fu riscoperto a due riprese, nel 1616 e di nuovo dai proprietari del fondo nel maggio del 1780, durante lavori per la costruzione di una cantina. Danneggiato da scavi condotti coi metodi distruttivi di quei tempi, in cui lo scopo principale era spesso solo quello di trovare tesori, il sepolcro fu restaurato integralmente nel 1926 a cura della X Ripartizione del Comune di Roma. In quell'occasione vennero asportate le murature apposte dagli scopritori per sostenere le volte crollanti e furono eseguiti precisi studi per ricollocare (in copia) le iscrizioni antiche e i sepolcri.
Da dicembre 2012, il sepolcro degli Scipioni è visitabile grazie ai Volontari per il Patrimonio Culturale del progetto Aperti per voi del Touring Club Italiano.

## Architettura

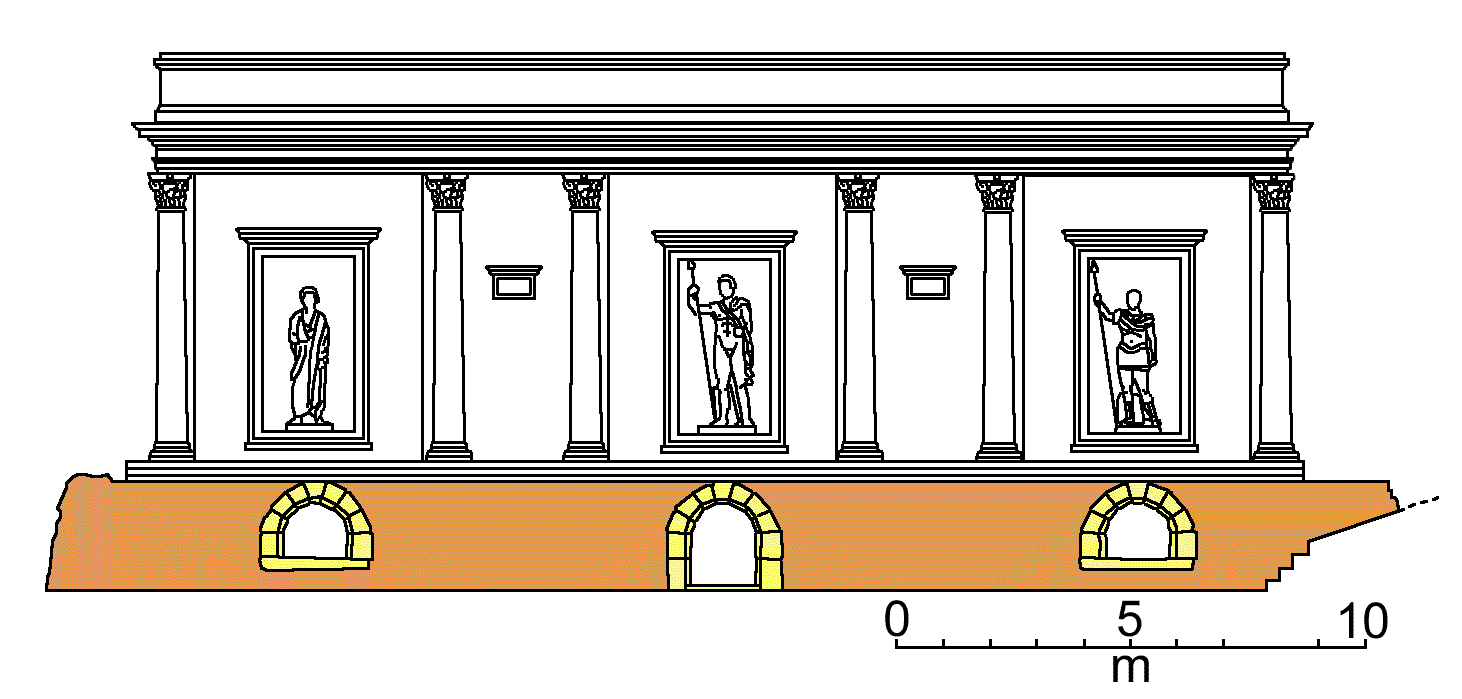
La ricostruzione dell'alzato.

Il monumento è diviso in due corpi distinti: il principale, scavato in un banco di tufo a pianta grosso modo quadrata, e una galleria comunicante di epoca posteriore, costruita in mattoni, con ingresso indipendente. La regolarità dell'impianto fa ritenere che lo scavo sia avvenuto appositamente per la tomba, non sembra plausibile il riciclo di un'antica cava di tufo.
Il corpo centrale è diviso da quattro grandi pilastri risparmiati nell'opera di escavazione per assicurare la solidità all'ipogeo; sono presenti quattro gallerie lungo i lati e due centrali che si incrociano perpendicolarmente, dando all'insieme un aspetto vagamente "a griglia".
Della facciata, rivolta verso nord-est, ci resta solo una piccola parte sulla destra, con scarsi resti di pitture. Era composta da un alto podio con severe cornici a cuscino, nel quale si aprivano tre archi in conci di tufo dell'Aniene: uno conduceva all'ingresso dell'ipogeo (centrale), uno alla nuova stanza (destra), mentre il terzo (sinistra) era cieco ed aveva una funzione puramente ornamentale (a meno che non si pensasse in futuro di scavare un'ulteriore camera su questo lato). Questo basamento doveva essere interamente ricoperto di affreschi, di cui rimangono solo piccole parti nelle quali sono stati individuati tre strati: i due più antichi (dalla metà del II secolo a.C. circa) presentano scene storiche (si riconoscono le figure di alcuni soldati), mentre l'ultimo, più recente, ha una semplice decorazione in rosso a onde stilizzate (I secolo d.C.).
Più spettacolare era la parte superiore della facciata, dove esisteva un alto prospetto tripartito, con sei semicolonne e tre nicchie, entro le quali, secondo la testimonianza di Livio, erano state collocate le statue dell'Africano, di suo fratello Scipione l'Asiatico e del poeta Ennio. L'attribuzione all'epoca dell'Emiliano confermerebbe questa struttura come uno dei primissimi esempi di architettura ellenistica a Roma.
A sinistra, una grossa cavità circolare ha distrutto un angolo della tomba, probabilmente per via dell'uso come calcara in epoca medievale.

## Sarcofagi e iscrizioni
I sarcofagi erano circa trenta, collocati lungo le pareti, un numero che approssimativamente corrisponde abbastanza bene al numero di Scipioni vissuti tra l'inizio del III e la metà del II secolo a.C.
Sono di due tipi: monolitici, cioè scavati in un unico blocco di tufo, e costruiti, cioè composti da lastre accostate. Quello di Barbato era in fondo al corridoio centrale, in asse con l'ingresso principale. Gli altri sarcofagi dovettero essere aggiunti via via in seguito, talvolta addossati, talvolta in nicchie scavate nelle pareti. Nella seconda camera le tombe sono più grandi e arrivano a sembrare piccole tombe "a camera".
I sarcofagi più importanti sono quello di Scipione Barbato, ai Musei Vaticani, e quello del cosiddetto Ennio, di vaste dimensioni. Essi non hanno riscontri con la coeva scultura etrusca, ma dimostrano altresì l'originalità della cultura latina e in particolare romana, confrontabili con altre tombe romane (come nella necropoli dell'Esquilino) di altre città come Tuscolo.

### Sarcofago di Scipione Barbato (A)

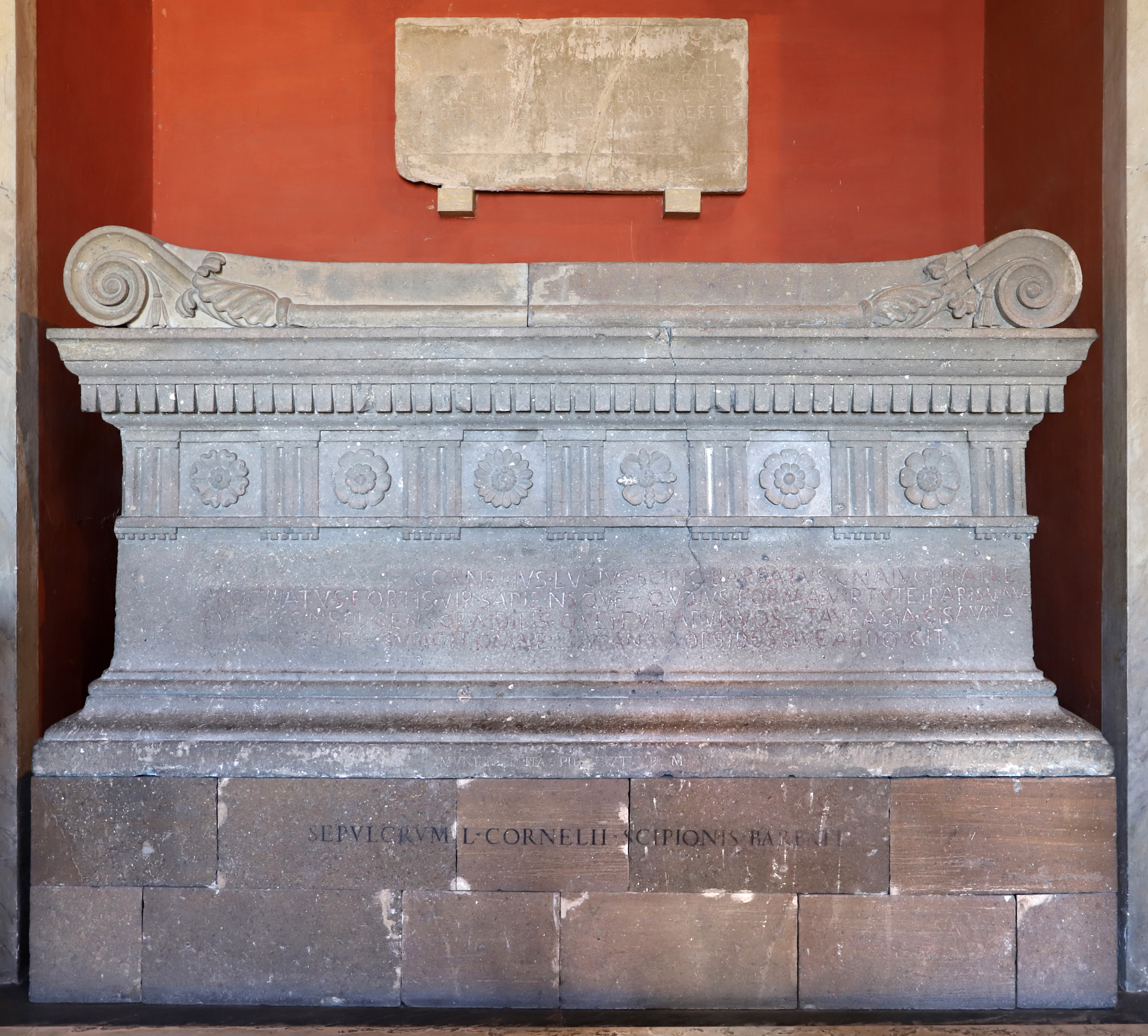
Il sarcofago di Scipione Barbato

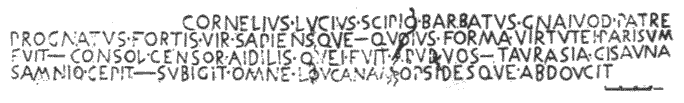
L'iscrizione sul sepolcro di Scipione Barbato

Il sarcofago di Scipione Barbato (lunghezza 242 cm), qui presente con una copia (l'originale è ai Musei Vaticani), era in peperino, databile con relativa esattezza al 280 a.C. Era l'unico ad avere un'elaborata decorazione d'ispirazione architettonica. È infatti concepito a forma di altare, con una cassa sensibilmente rastremata, con modanature in basso e, nella parte superiore, con un fregio dorico con dentelli, triglifi e metope decorate da rosette una diversa dall'altra. Il coperchio termina con due cuscini ai lati ("pulvini") che assomigliano di lato alle volute dell'ordine ionico. Inoltre sul fianco superiore si trova scolpito un oggetto cilindrico, terminante alle due estremità con foglie di acanto.
La grande raffinatezza artistica del pezzo, con il gusto di mescolare gli stili (dorico, ionico e corinzio) deriva da modelli della Magna Grecia o della Sicilia ed è una straordinaria testimonianza della precoce apertura all'ellenismo nel circolo degli Scipioni.
Sul coperchio è presente un'iscrizione col patronimico del defunto (dipinta), accanto a una più lunga e più tarda (scolpita), in versi saturni. Per aggiungere quest'ultima venne cancellata una riga e mezzo più antica e questo intervento potrebbe risalire all'epoca di Scipione l'Africano, all'inizio del II secolo a.C. Si tratta di un estratto della laudatio funebris.
(Iscrizione sul sarcofago di Scipione Barbato)
La menzione della forma del defunto, virtutei parisuma, ricorda la motivazione che portò i Romani a erigere nel comitium, durante le guerre sannitiche, le statue di Pitagora e di Alcibiade su indicazione dell'oracolo di Delfi, confermando i collegamenti tra l'ambiente romano e il mondo della Magna Grecia e della Sicilia greca.

### Sarcofago e iscrizione di Lucio Cornelio Scipione (B)

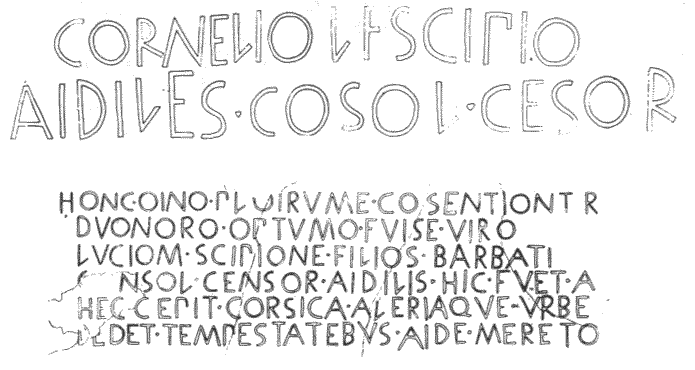
L'iscrizione di Lucio Cornelio Scipione

Il sarcofago del figlio di Barbato, Lucio Cornelio Scipione, console nel 259 a.C., si trova nel corridoio centrale a sinistra della tomba paterna ed è la seconda in ordine di antichità. Il sarcofago è originale, mentre l'iscrizione è in copia. Anche in questo caso le epitaffi sono doppie: una dipinta sul coperchio che riporta il nome e le cariche principali del defunto; una scolpita sulla cassa, come nel caso di Scipione Barbato, che riporta, in versi saturni, una parte dell'orazione funebre. Questa seconda iscrizione risale probabilmente a subito dopo la morte dell'interessato (circa 230 a.C.) ed è verosimilmente più antica della seconda iscrizione del Barbato. L'iscrizione riporta come il console conquistò la Corsica e la città di Aleria e come fondò un tempio alle Tempeste.

### Iscrizione a Publio Cornelio Scipione, Flamine Diale (C)

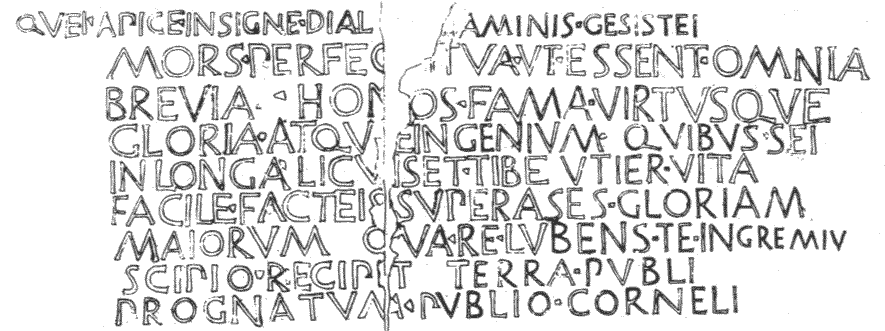
L'iscrizione di Publio Cornelio Scipione, Flamine Diale

L'iscrizione a Publio Cornelio Scipione, figlio di Publio e Flamine Diale è la terza più antica, collocata nell'ultimo tratto del corridoio di sinistra. Si è ipotizzato che fosse il figlio di Scipione l'Africano, che morì giovane, come riporta Cicerone, ma l'attribuzione non è unanimemente accettata, per le poche testimonianze a disposizione. L'iscrizione (in copia), riporta come il defunto avesse ricoperto la carica di Flamine Diale e come la sua vita fu breve.

### Sarcofago e iscrizione di Lucio Cornelio Scipione, figlio dell'Asiatico (D)

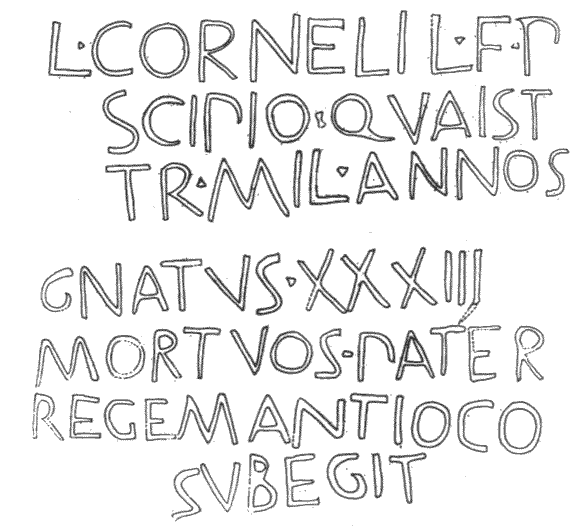
L'iscrizione di Lucio Cornelio Scipione, figlio dell'Asiatico

I resti del sarcofago di Lucio Cornelio Scipione, figlio dell'Asiatico, composto da lastre di tufo, si trova a sinistra dell'ingresso principale. L'iscrizione ricorda il defunto, che fu questore nel 167 a.C. e tribuno militare; ricorda anche come suo padre vinse il re Antioco.

### Resti del sarcofago e iscrizione dell'Asiageno (E)
I resti di un sarcofago in lastre di tufo, incassato in una rientranza della parete a sinistra del sarcofago di Scipione Barbato, è stato identificato, grazie all'iscrizione, con quello di Cornelio Scipione Asiageno Comato, figlio del precedente Lucio. Sempre secondo l'iscrizione morì a 16 anni, verosimilmente attorno al 150 a.C. Il soprannome di Asiageno conferma la genealogia di discendenza dall'Asiatico.
La posizione del sepolcro, in una cavità scavata piuttosto in profondità a partire da un piccolo spazio residuo, dimostra come verso la metà del II secolo il luogo di sepoltura fosse già quasi al completo, rendendo necessari i primi ampliamenti.

### Resti del sarcofago e iscrizione di Paulla Cornelia (F)

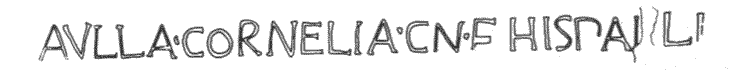
Iscrizione di Paulla Cornelia

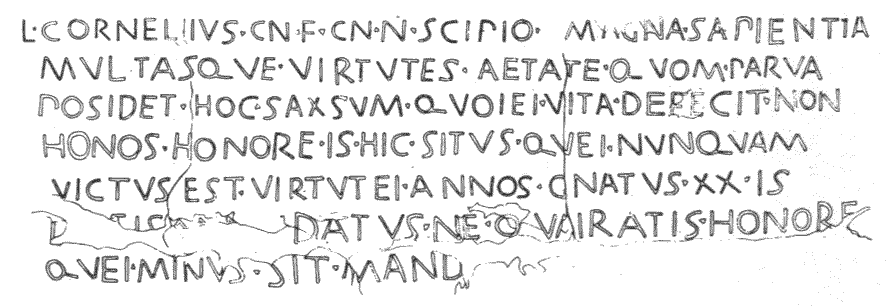
Iscrizione di Publio Cornelio Scipione Ispallo

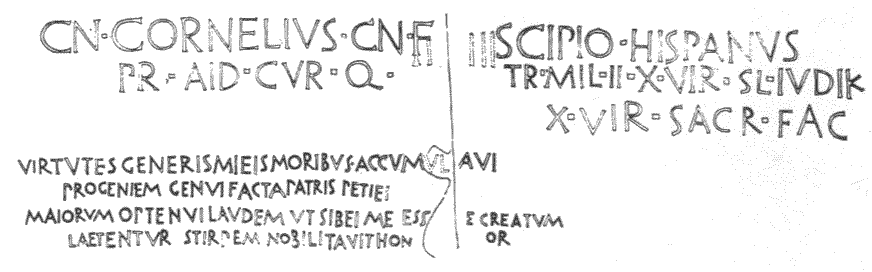
L'iscrizione di Gneo Cornelio Scipione Ispano

Paulla Cornelia fu la moglie di Gneo Cornelio Scipione Ispallo, console nel 176 a.C., figlio di Gneo Cornelio Scipione Calvo e quindi fratello di Publio Cornelio Scipione Nasica. I resti del suo sepolcro si trovano dietro al sarcofago di Scipione Barbato, collocato allargandone la nicchia. Nonostante la posizione possa dare adito a qualche dubbio, il sarcofago di Paulla è sicuramente più recente di quello del Barbato, essendo la cornice superiore di questo sepolcro, dove si trova l'iscrizione, poggiante sul sarcofago di Barbato: la facciata posteriore del sarcofago di Barbato chiudeva direttamente anche questo sepolcro, nella parte inferiore. Ciò è indice di come alla metà del II secolo a.C. il sepolcreto fosse ormai quasi al completo.
È composto in travertino e tufo dell'Aniene. L'iscrizione riporta solo il nome della defunta e del suo sposo.

### Sarcofago e iscrizione di Lucio Cornelio Scipione, figlio dell'Ispallo (G)
Il successivo sarcofago, per antichità, è quello del primo dei figli dell'Ispallo, Lucio Cornelio Scipione, situato davanti al sarcofago del Flamina Diale. È composto in pietra gabina.
L'iscrizione (in copia) è particolarmente lunga e riporta alcune qualità del defunto, oltre alla notazione della breve età: specifica infatti che visse venti anni e che non fece in tempo ad avere cariche.

### Sarcofago e iscrizione di Gneo Cornelio Scipione Ispano (H)
Gneo Cornelio Scipione Ispano era il secondo figlio dell'Ispallo e, verosimilmente, di Paulla Cornelia. Il suo sarcofago, posto nell'ala nuova, è in tufo dell'Aniene. L'iscrizione (in copia) è l'unica pervenutaci completa e riporta le cariche del defunto (pretore, edile curule, questore e tribuno militare per due volte, decemviro per i giudizi sulle controversie e decemviro per l'effettuazione delle cose sacre); inoltre vi viene celebrata la stirpe degli Scipioni. L'iscrizione è in distici elegiaci, un metro introdotto a Roma dalla Grecia nel II secolo a.C. dal poeta Ennio.
L'Ispano morì verso il 139 a.C. e l'ampliamento del sepolcro è quindi databile tra il 150 e il 135 a.C., quando venne probabilmente rifatta anche la facciata monumentale creando un arco monumentale anche per l'accesso a questa seconda ala.

### Sarcofago e iscrizione di personaggio incerto (I)
L'ultima iscrizione ritrovata si trova nell'ala "nuova" ed è incompleta; vi si legge quasi solo il nome Scipionem. Il sarcofago è in tufo dell'Aniene.

## La cosiddettaTesta di Ennio

La cd. Testa di Ennio

Dalla tomba degli Scipioni provengono anche due teste in tufo dell'Aniene delle quali una scoperta nel settecento ed ospitata ai Musei Vaticani, e una scoperta nel 1934 e subito trafugata. La prima testa (alta 24 cm) venne detta di Ennio, cioè del poeta Quinto Ennio che aveva una propria statua sulla facciata dell'ipogeo, ma è un'attribuzione non corretta, stando almeno alle fonti che testimoniano come la statua di Ennio fosse in marmo, non in tufo. Non è chiaro quindi quale fosse la collocazione di questa statua, probabilmente il ritratto di qualcuno inumato nel sepolcro. La posizione leggermente inclinata del collo fa pensare che si tratti di una parte di una statua, forse una figura sdraiata sul coperchio in posa di banchettante, nella foggia tipica dell'Etruria meridionale fin dagli inizi del III secolo a.C.
La testa ha un modellato essenziale ma efficace, con il viso tondeggiante, le labbra tumide, il naso largo e le palpebre sottili. I capelli sono accennati molto vagamente e sulla testa porta la corona d'alloro con foglie piccole e rade. La datazione proposta dagli studiosi è la fine del II secolo a.C., quando cioè la koiné etrusco-laziale mostrava i primi influssi dalla Grecia.

## Le tombe a incinerazione
Alcune tombe a incinerazione vennero aggiunte in epoca più tarda, in pieno periodo imperiale, e riguardano la gens dei Corneli Lentuli, che probabilmente aveva ereditato il sepolcro dopo l'estinzione degli Scipioni all'inizio dell'epoca imperiale. C'è un notevole scarto temporale con le sepolture repubblicane, per cui la volontà di farsi seppellire accanto ai più celebri Scipioni dovette avere un connotato snobistico e velleitario, legato alla discendenza, anche politica, dalla grande famiglia.

## La casa romana
La casa romana che sorse sul sepolcro degli Scipioni risale al III secolo d.C., sul lato più vicino alla via Appia. La sua costruzione danneggiò una parte del monumento sottostante e dimostra come all'epoca si fosse persa la cognizione e forse lo stesso ricordo di un luogo di sepoltura così importante nella storia romana.

## La necropoli vicina
Durante gli scavi del 1927 vennero scavate nelle vicinanze altri sepolcri di varie epoche, tra i quali spicca un grande colombario sotterraneo a pianta rettangolare. L'ambiente era sostenuto da due grandi pilastri a base circolare, dei quali solo uno è perfettamente conservato. Sia sui pilastri che sulle pareti erano disposte cinque file sovrapposte di nicchie semicircolari, destinati a raccogliere i resti dei defunti dopo l'incinerazione in una o due olle di terrecotte per nicchia, per un totale di circa 470 defunti. Le pareti erano coperte da intonaci e i profili delle nicchie erano decorati da cornici di stucco spesso tuttora ben conservate. Al di sotto di ogni nicchia sono ancora presenti pannelli dipinti a colori vivaci (azzurro, giallo o rosso), dove dovevano trovarsi dipinti i nomi dei defunti.
A fianco della casa romana sopra il sepolcro esiste una piccola catacomba, con file di sepolcri sovrapposti.